# Simon Uszakow
Simon Fiodorowicz Uszakow, Szymon Uszakow, ros. Симон Фёдорович Ушаков (ur. 1626 w Moskwie, zm. 25 czerwca 1686 tamże) – moskiewski malarz, ikonograf. Uznawany za najwybitniejszego autora ikon swoich czasów i ostatniego z pocztu wielkich, ruskich ikonografów.

## Życiorys

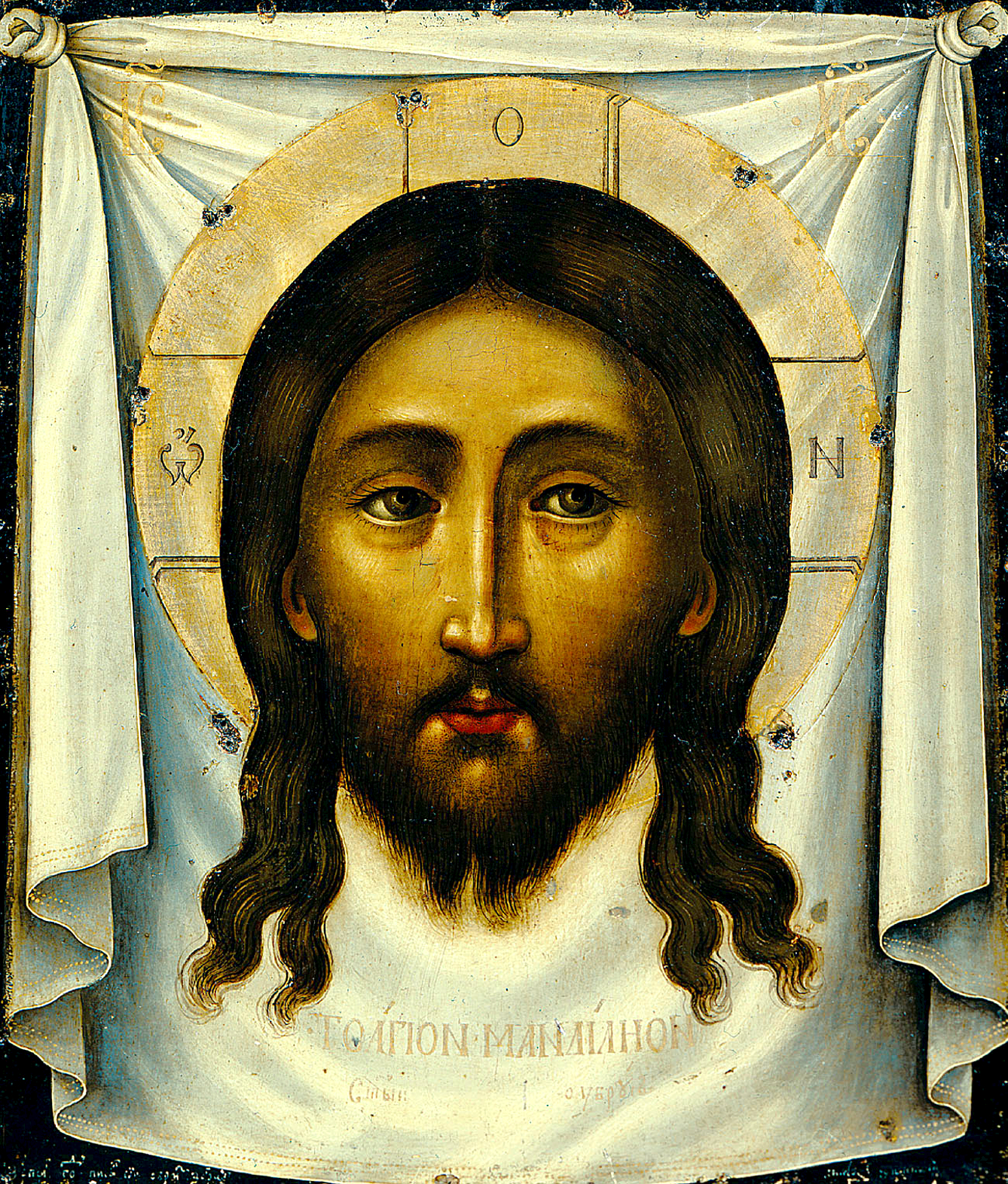
Ikona Zbawiciela Nie Ludzką Ręką Uczyniona (mandylion) z Ławry Troicko-Siergijewskiej Uszakowa, 1658. Obecnie w zbiorach Państwowej Galerii Tretiakowskiej w Moskwie

Urodził się w 1626 roku w Moskwie. Prawdopodobnie pochodził z rodziny mieszczańskiej i bardzo wcześnie otrzymał gruntowne wykształcenie w swojej specjalności, ponieważ mając zaledwie 22 lata, został przyjęty do „jałmużników” carskich mistrza Srebrnej Pałaty podlegających pod Prikaz Uzbrojenia. Tam jego podstawowym zadaniem było „znakować” (ros. „знáменить”, znamienit’), czyli wykonywanie rysunków projektowych pod elementy wyposażenia cerkiewnego i dworskiego, głównie przedmioty złote, srebrne i emaliowane, malowanie chorągwi, renowacja starych ikon i fresków, układanie wzorów dla rękodzieła, rysowanie map, planów, sporządzanie inwentaryzacji itp. Pilnie wykonując zlecone prace, dodatkowo malował ikony dla dworu, cerkwi i osób prywatnych, a wkrótce zyskał sławę najlepszego malarza ikon w Moskwie.
Wraz z przeniesieniem Uszakowa do służby ze Srebrnej Pałaty do Zbrojowni kremlowskiej w 1664 roku krąg jego działalności poszerzył się, a sława wzrosła jeszcze bardziej: został kierownikiem innych nadwornych mistrzów, utworzył całą szkołę malarzy ikon. Do jego stałych zajęć należało również wykonywanie rysunków poglądowych dla rytowników. Dmitrij Rowinski w swoim słowniku Podrobnyj słowar’ russkich grawiorow („Szczegółowy słownik rosyjskich rytowników”) wskazuje na dwie wykonane przez niego akwaforty.
Uszakow cieszył się łaskami cara Aleksego oraz jego następców na tronie, wypełniał wszystkie ich rozkazy w zakresie działalności artystycznej i żył w szacunku oraz dobrobycie aż do śmierci. Zmarł 25 czerwca 1686 roku w rodzinnym mieście Moskwie.

## Prace i opis stylu

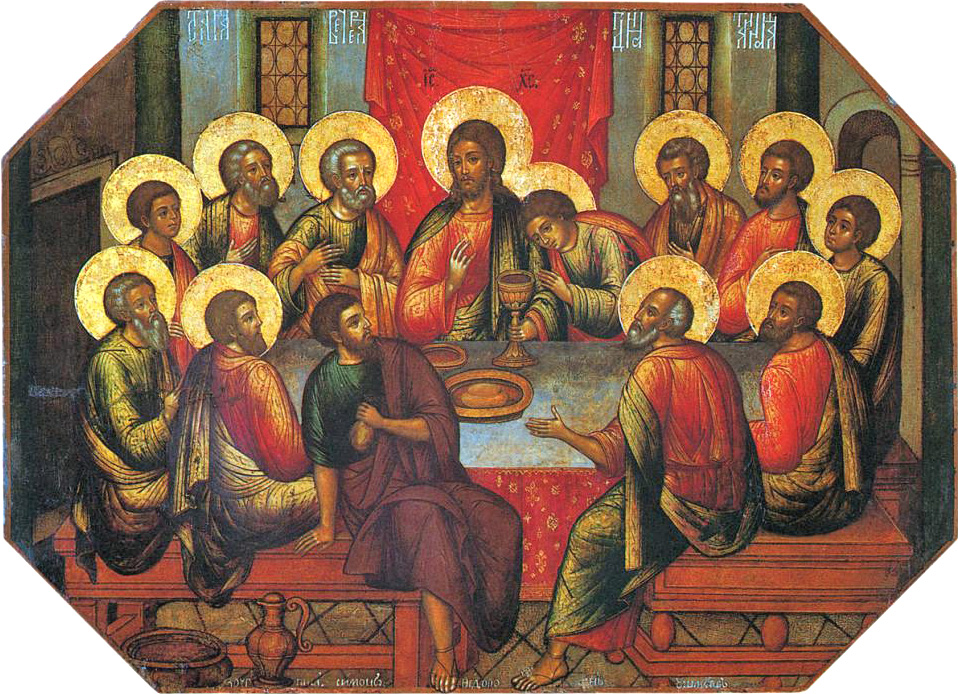
Ostatnia wieczerza w przedstawieniu Uszakowa, 1685. Obecnie w zbiorach Państwowego Muzeum Historyczno-Artystycznego w Siergijew Posadzie

Wiele z ikon namalowanych przez Uszakowa przetrwało do obecnych czasów, ale większość z nich została zniekształcona przez późniejsze przeróbki i renowacje. Jako najlepiej zachowane i szczególnie ciekawe ikony tego autora można wskazać na: ikonę Zwiastowania, w której główną kompozycję otaczają motywy na temat Akatystu do Najświętszej Bogurodzicy (obecnie znajduje się w cerkwi Matki Bożej Gruzińskiej w Moskwie), ikonę Matki Bożej Włodzimierskiej ze świętymi moskiewskimi (tamże), św. Teodora Stratelatesa (ikona patronalna na grobie cara Fiodora III w soborze św. Michała Archanioła), ikonę Zbawiciela Nie Ludzką Ręką Uczynioną (w Ławrze Troicko-Siergijewskiej), Zesłania Ducha Świętego (tamże) oraz parsuny carów Michała i Aleksego (również w soborze św. Michała Archanioła).
Prace te, podobnie jak inne dzieła Uszakowa, świadczą o tym, że był on w swoim czasie osobą wysoko rozwiniętą, utalentowanym artystą, który doskonale opanował wszystkie środki i techniki twórcze swoich czasów. W przeciwieństwie do przyjętej wówczas zasady „malowania ikon według staroruskich wzorów”, Uszakow nie był obojętny na sztukę zachodnią, której wpływy szeroko rozprzestrzeniały się w państwie moskiewskim już w XVII wieku. Pozostając na bazie pierwotnego rusko-bizantyjskiego malarstwa ikon, tworzył zarówno według staroruskich motywów, jak i w nowym stylu, tak zwanym „friażskim”. Wymyślał nowe kompozycje, przyglądał się uważnie zachodnim modelom i duchowości, dążył do nadania postaciom charakterystycznych cech i ruchu.

## Galeria

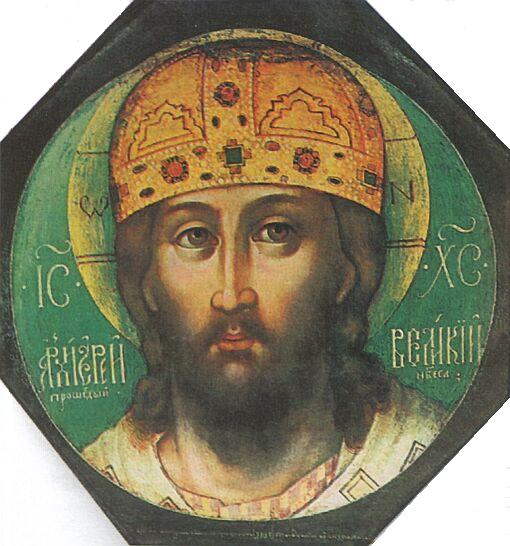
Chrystus – Wielki Archirej, 1658. Państwowe Muzeum Historyczne, Moskwa
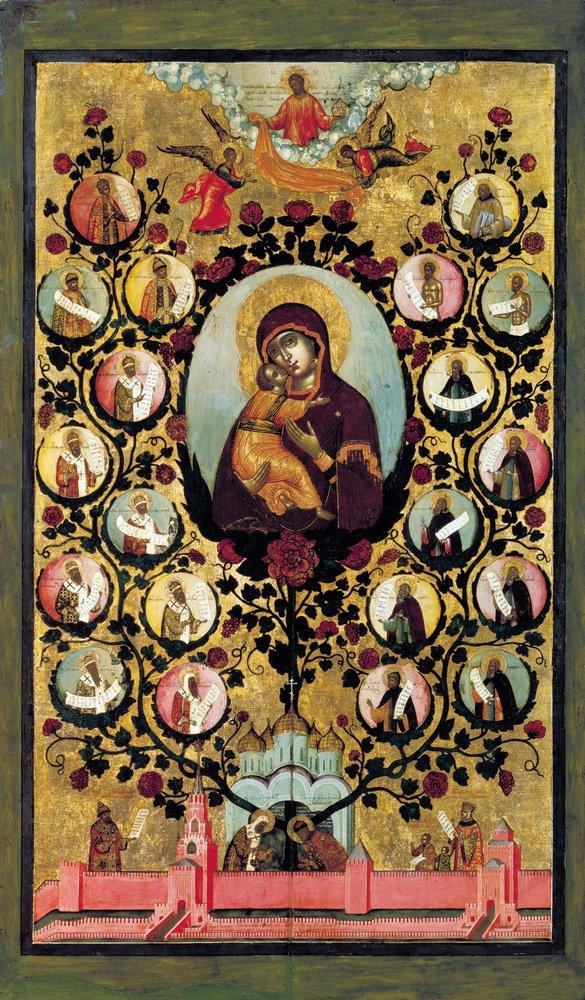
Drzewo genealogiczne Państwa Rosyjskiego (Hołd Matce Bożej Włodzimierskiej), 1668. Państwowa Galeria Tretiakowska, Moskwa
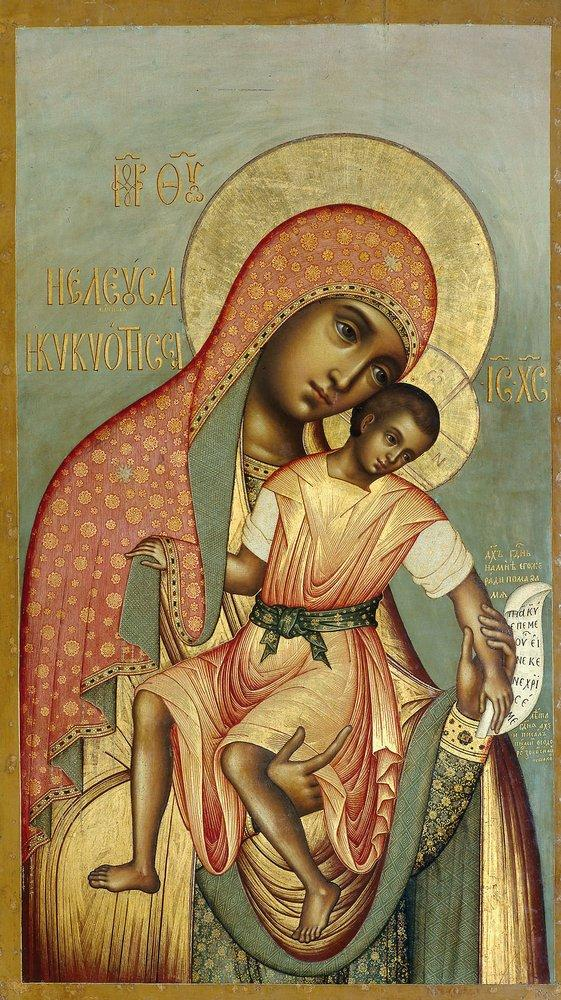
Matka Boża Eleusa Kikkska, 1668. Państwowa Galeria Tretiakowska, Moskwa
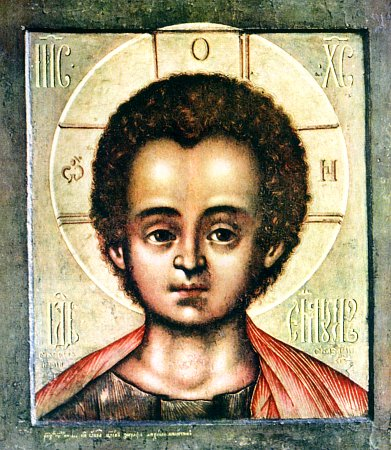
Chrystus Emmanuel, 1668. Państwowe Muzeum Rosyjskie, Petersburg
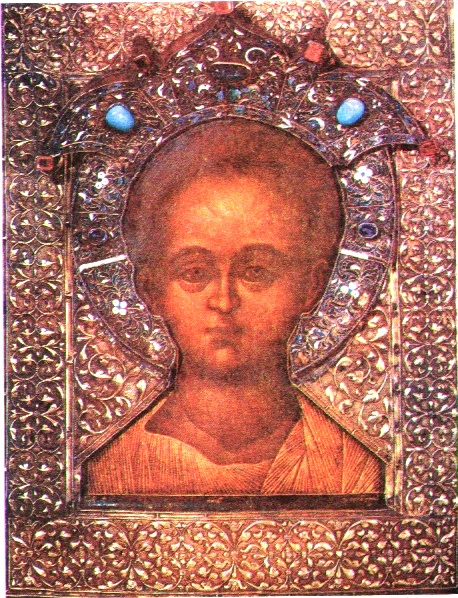
Chrystus Emmanuel (inna wersja), 1668. Państwowe Muzeum Rosyjskie, Petersburg
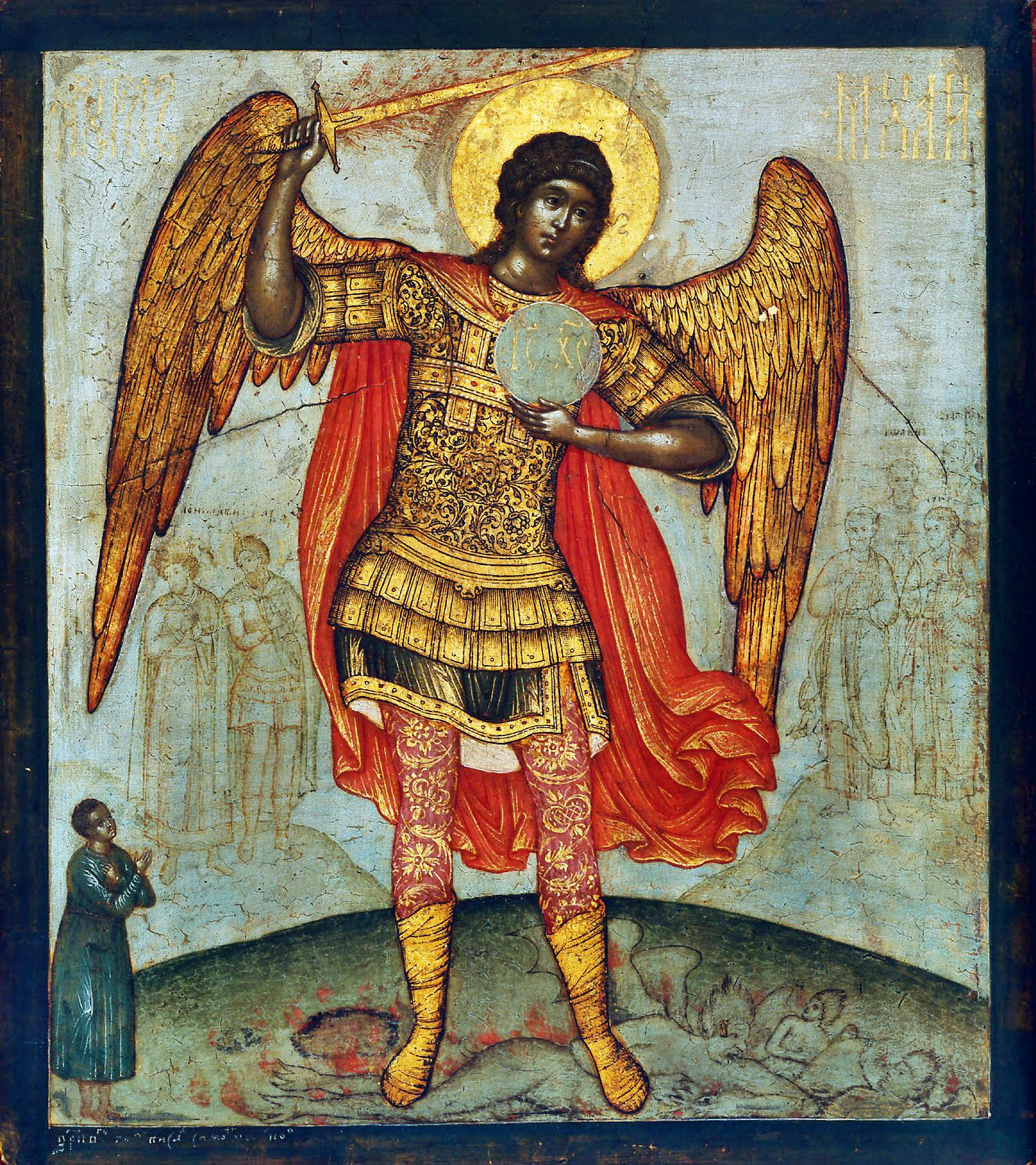
Archanioł Michał depczący szatana pod stopami, 1676. Państwowa Galeria Tretiakowska, Moskwa